# Tahir Meha
Tahir Meha (ur. 10 października 1943 w Prekazie, zm. 13 maja 1981 tamże) – kosowski działacz polityczny, opozycjonista wobec jugosłowiańskiego reżimu w Kosowie. Za antyjugosłowiańską postawę jest często nazywany Człowiekiem Ziemi (alb. Burri i dheut).

## Incydent w Prekazie
13 maja 1981 r. Tahir Meha robił zakupy na targu w Prekazie. Przechodzący obaj dwaj jugosłowiańscy policanci zauważyli przy pasie Mehy broń palną i zażądali oddania tej broni. Gdy Meha odmówił wykonania rozkazu, po groźbach ze strony policjantów otworzył do nich ogień, co następnie doprowadziło do konfrontacji. Według jugosłowiańskich mediów, w wyniku tego starcia 9 jugosłowiańskich policjantów zostało zabitych, a 2 rannych.
Uciekł z miejsca zdarzenia i wrócił do domu, gdzie czekał na niego ojciec, który przyłączył się Tahirowi do pomocy. O godzinie 22:00 siły jugosłowiańskie zaczęły oblężenie jego domu, używając do tego również kilku czołgów i helikopterów; Mehowie byli otoczeni przez trzy bataliony, by mieć pewność, że nie będą mieli możliwości uczieczki. Jugosłowiańskie czołgi otworzyły ogień w stronę domu Mehów, wskutek czego zawaliła się ściana domu. Tahirowi udało się wrzucić granat ręczny do kabiny jednego z czołgów, wysadzając go. Podczas ucieczki został oświetlony przez siły jugosłowiańskie i postrzelony.
Tahir Meha został znaleziony następnego dnia rano z ośmioma kulami w ciele.